# The Death of Klinghoffer
The Death of Klinghoffer ist eine Oper von John Adams (Komposition) und Alice Goodman (Libretto) über die Entführung des Kreuzfahrtschiffs Achille Lauro durch Terroristen der Palästinensischen Befreiungsorganisation (PLO) im Jahr 1985. Dabei wurde der 69-jährige Leon Klinghoffer ermordet, ein Amerikaner jüdischen Glaubens, der auf den Rollstuhl angewiesen war. Die Idee zur Oper hatte der Regisseur Peter Sellars, der wie Choreograph Mark Morris auch wesentlich am Konzept beteiligt war. Auftraggeber waren fünf amerikanische und europäische Opernhäuser, darunter die Oper von San Francisco und die Brooklyn Academy of Music. Wegen seiner Thematik, dem Nahostkonflikt, ist das Werk politisch sehr umstritten. Kritiker, darunter die beiden Töchter von Klinghoffer, halten es für antisemitisch und Terrorismus verherrlichend. Aufgrund massiver Proteste verzichtete die New Yorker Metropolitan Opera 2014 darauf, eine Aufführung weltweit in Kinos zu übertragen.

## Handlung

### Prolog
Zwei Chöre treffen im Prolog aufeinander, der „Chor der Exil-Palästinenser“ und der „Chor der Exil-Juden“. Beide besingen ihr Volk und seine Geschichte.

### Erster Akt
Der namenlose Kapitän der MS Achille Lauro erinnert sich an die Entführung. Kurz zuvor waren die meisten Passagiere in Ägypten von Bord gegangen, um die Pyramiden zu besichtigen. Das Schiff war wieder ausgelaufen, um die Landgänger später wieder abzuholen. Die Entführer hatten den Hafenaufenthalt genutzt, um an Bord zu gehen. Nachdem sie die Kontrolle über die Brücke übernommen hatten, mussten sich die verbliebenen Passagiere im Restaurant versammeln. Eine Großmutter aus der Schweiz reist mit ihrem Enkel, die Eltern sind unter den Gästen, die den Pyramiden-Ausflug gebucht hatten. Der Erste Offizier mit dem fiktiven Namen Giordano Bruno informiert den Kapitän über die Entführung und darüber, dass ein Kellner verletzt wurde. Offizier und Kapitän versuchen, die Passagiere zu beruhigen. Molqui, einer der Entführer, erklärt allen Anwesenden, was passiert. Der Kapitän und Molqui haben eine Auseinandersetzung, der Kapitän befiehlt, Nahrung und Getränke heran zu schaffen und bietet Molqui an, er dürfe die Speisen auswählen.
Die zweite Szene wird vom „Ozean-Chor“ eröffnet. Der Entführer Mahmoud bewacht den Kapitän. Mahmoud blickt auf seine Jugendzeit zurück und auf die Lieder, die damals im Radio liefen. Der Kapitän spricht den Nahostkonflikt an und äußert die Ansicht, die einzelnen Menschen auf beiden Seiten, Palästinenser und Juden, könnten sich treffen und versuchen, einander zu verstehen. Mahmoud streitet das ab. Die „Österreicherin“ hat sich in die Kabine eingeschlossen und bleibt während der weiteren Entführung verschwunden. Der „Nacht-Chor“ beschließt den ersten Akt.

### Zweiter Akt
Der „Hagar-Chor“ zitiert die biblische Geschichte von Hagar und Ismael, die auch in der islamischen Tradition als Legende von Hagar und dem Engel überliefert ist – der Beginn des arabisch-israelischen Konflikts, dessen Folge auch die Entführung ist. Molqui ist frustriert, dass seine Forderungen nicht beantwortet wurden. Mahmoud droht allen Passagieren mit dem Tod. Leon Klinghoffer beteuert, dass er normalerweise seine Ruhe haben will und ein einfaches und anständiges Leben führt, beschimpft jedoch die Entführer. Der dritte Entführer, Rambo, antwortet mit Flüchen auf Juden und Amerikaner. Eine britische Tänzerin erinnert sich, wie zuvorkommend sie und alle anderen vom Entführer Omar behandelt wurde, so durfte sie rauchen. Omar sehnt sich nach dem Märtyrertum. Er gerät mit Molqui aneinander, der daraufhin Klinghoffer weg bringt. Der „Wüsten-Chor“ beschließt die erste Szene.
Marilyn Klinghoffer singt von Behinderung, Krankheit und Tod. Sie glaubt, ihr Mann sei in die Krankenstation gebracht worden. Die Entführer setzen den Kapitän mit der Drohung unter Druck, alle fünfzehn Minuten einen Passagier zu erschießen. Daraufhin stellt sich der Kapitän als nächstes Opfer zur Verfügung. Molqui tritt auf und verkündet den Tod von Klinghoffer, der (auf der Bühne nicht sichtbar) erschossen wurde. Klinghoffer nimmt mit der „Arie des Fallenden Körpers“ (Gymnopaedie) Abschied vom Diesseits. Die Leiche wurde samt Rollstuhl auf Befehl der Terroristen vom Schiffsfriseur und einem Kellner ins Meer geworfen. Der „Tages-Chor“ leitet zur Schluss-Szene über.
Nach der Aufgabe der Entführer und dem Ausschiffen der überlebenden Passagiere, bleibt dem Kapitän nur noch, Marilyn Klinghoffer über den Tod ihres Mannes zu informieren. Sie beschimpft den Kapitän, weil der sich ihrer Meinung nach den Entführern angebiedert hat. In ihrer Trauer wünscht sie sich, sie wäre an Stelle ihres Mannes erschossen worden.

## Instrumentation
Die Orchesterbesetzung der Oper enthält die folgenden Instrumente:
- Holzbläser: zwei Flöten (beide auch Piccolo), zwei Oboen (2. auch Englischhorn), zwei Klarinetten (2. auch Bassklarinette), zwei Fagotte (2. auch Kontrafagott)
- Blechbläser: zwei Hörner, zwei Trompeten, zwei Posaunen
- Schlagzeug (ein Spieler): KAT MIDI mallet controller, Pauken
- zwei Keyboard-Sampler
- Harfe
- Streicher: acht Violinen 1, acht Violinen 2, sechs Bratschen, sechs Violoncelli, vier Kontrabässe

## Werkgeschichte
Nach dem großen Erfolg von Nixon in China (1987), dem ersten gemeinsamen Projekt von Peter Sellars, Alice Goodman und Adams, regte Sellars 1988 die Oper The Death of Klinghoffer an. Er nannte das Werk eine „Meditation“. Sellars ging es darum, den historischen und ideologischen Hintergründen der Entführung nachzuspüren, die „zwei Wochen die Nachrichten beherrscht“ habe: „Dafür brauchten wir ein großräumigeres Medium als Zeitungen oder Fernsehen.“ So wird das Spannungsverhältnis zwischen Muslimen und Juden analysiert, die sich bekriegen, obwohl es sich in beiden Fällen um monotheistische Religionen handelt und die gemeinsame historische Tradition offenkundig ist. Das wird durch den Tanzauftritt von Hagar und Ismael deutlich, die für die islamische Tradition, abweichend vom Alten Testament, eine wichtige Rolle spielen: Hagar, die zweite Frau des Stammvaters Abraham, kommt mit ihm und dem gemeinsamen Sohn nach Mekka und bleibt dort. Die Gräber von Hagar und Ismael sollen sich nach islamischer Überlieferung an der Kaaba befinden, Ismael gilt als religiöser Stammvater der Araber. Außer dem Titel hatte Sellars zunächst keine weiteren Anregungen.
John Adams war sofort begeistert, war er doch der Meinung, dass Terroristen über die mediale Vermittlung längst die Bedeutung moderner Totems bekommen hatten. Gefördert wurde das Projekt durch die Entscheidung der Oper von San Francisco, einen bereits erteilten Kompositionsauftrag an Hugo Weisgall für eine biblische „Esther-Oper“ zu Gunsten von The Death of Klinghoffer zu stornieren. Weitere Koproduktionspartner waren neben dem Uraufführungshaus, dem Théâtre Royal de la Monnaie in Brüssel, die Ópera de Lyon, das Glyndebourne Festival, die Brooklyn Academy of Music und das Los Angeles Festival of the Arts. Bei der Komposition fühlte sich Adams nach eigener Aussage mehr von sakraler Musik wie der von Johann Sebastian Bach als von Giuseppe Verdi inspiriert, der zu seiner Zeit ebenfalls politisch-aktuelle Opernstoffe vertont hatte. Nachdem die Metropolitan Opera New York die weltweite Live-Übertragung einer Aufführung wegen massiver Proteste gestoppt hatte, sagte Adams in einem Interview mit der New York Times: „Die wirklich ironische und traurige Tatsache ist, dass der Inhalt dieser Oper 2014 relevanter ist als er 1991 bei der Uraufführung war. Ich glaube, dass die Leute, die wütend und aufgebracht sind über diese Produktion nur versuchen, die Kontrolle über ihre Botschaften zu bewahren. Durch die Absage ist die Met vor diesen Einschüchterungsversuchen eingeknickt.“ Bereits früher hatte der Komponist bekräftigt: „Wenn die Oper eine Zukunft haben soll, muss sie die Dinge behandeln, die uns bewegen.“ Dazu gehöre auch das Thema Terrorismus. Diejenigen, die The Death of Klinghoffer aufführten, bräuchten letztlich mehr Mut als er, äußerte Adams.
Librettistin Alice Goodman, die später vom jüdischen zum christlichen Glauben konvertierte und seit 2006 als anglikanische Pfarrerin in Cambridgeshire arbeitet, hält ihr Textbuch ungeachtet aller Kritik für das beste, was sie je geschrieben hat. Sie bedauere jedenfalls nichts: „Das ist ja so irre. Sie selbst wissen immer, wenn Sie etwas Gutes vollbracht haben, und das Komische daran – ich dachte tatsächlich, jeder andere würde das genauso sehen.“ Als sie während ihrer Arbeit einige Verse aus der Arie eines Terroristen an John Adams gefaxt habe, so Goodman, habe der den Text jüdischen Nachbarn gezeigt. Bereits diese hätten das Material für „antisemitisch“ gehalten: „John konnte sich nicht vorstellen, dass diese Oper irgendetwas ‚heilen‘ würde. Ich antwortete, dass ich selbst Jüdin bin und vertrat die Ansicht, dass das Publikum in Brooklyn aufstehen und uns lynchen würden, wenn wir aus allen Palästinensern Schlümpfe gemacht hätten. John dachte darüber nach und kam zum Ergebnis, dass ich richtig lag.“

## Rezeption
John Rockwell schrieb in der New York Times nach der amerikanischen Premiere, erst der zweite Akt haben seinen Glauben „in die kreativen Fähigkeiten des Teams“ wieder hergestellt: „Das Potential für einen schlussendlichen Triumph ist da.“ Das Publikum reagierte freundlich, aber mit „merkwürdig abgekürztem Applaus“. Dagegen bemerkte das New York Magazine, es mache mehr Freude, über The Death of Klinghoffer zu reden, statt die Oper anzusehen. Zwar würden jede Menge politischer Probleme thematisiert, insgesamt komme bei der Oper jedoch „nicht viel heraus“ und sie sei langweilig. Tom Sutcliffe äußert in seinem Buch Believing in Opera die Ansicht, die Oper sei geschrieben worden, um das amerikanische Gewissen zu „reinigen“. Musikalisch erinnert ihn die nur wenig von der Minimal Music geprägte Partitur an Pjotr Tschaikowski, Richard Wagner und Benjamin Britten. Die Töchter von Klinghoffer, Lisa und Ilsa, hatten die New Yorker Erstaufführung 1991 besucht und danach in einem schriftlichen Statement geäußert: „Die Gegenüberstellung der Not des palästinensischen Volks und dem kaltblütigen Mord an einem unschuldigen, behinderten amerikanischen Juden ist historisch naiv und ärgerlich.“ Nachdem der Intendant der Met, Peter Gelb, im Juni 2014 beschlossen hatte, nicht, wie geplant, eine Aufführung in Kinos zu übertragen, begründete er diese Entscheidung mit dem Hinweis, „in Zeiten von wachsendem Antisemitismus, speziell in Europa“, sei das „unangemessen“. Gleichwohl sei die Oper „nicht antisemitisch“. David Karlin kam nach der Londoner Produktion 2012 zum Fazit, bei allen Schwächen des Werks sei die „elegische, unvergessliche und hypnotische“ Musik „wundervoll“ und das Thema außergewöhnlich für das Genre Oper: Ihr Anliegen sei „nobel“, nämlich beide Seiten des Nahostkonflikts zu zeigen, die Ausführung jedoch zu oberflächlich. Der Hollywood Reporter hält The Death of Klinghoffer für das beste Werk von John Adams und würdigte eine Aufführung in Long Beach 2014, die Oper verändere das Verhalten von Zuhörern und Zeitzeugen des Nahostkonflikts und mahne zum zivilen Diskurs. Die Musik sei „einmalig“ nachhaltig, der Text voller Poesie. Alex Ross, der Musikkritiker des New Yorker schrieb 2014, jeder, der behaupte, die Oper verherrliche den politischen Mord, habe sie nicht bis zum Ende gesehen. Das Werk begebe sich nun mal auf „außergewöhnlich gefährliches Terrain“, spiele mit „Stereotypen“ auf beiden Seiten und daher solle niemand überrascht sein, dass es umstritten bleibe.
Die Deutsche Erstaufführung 1997 wurde von der Nürnberger Zeitung mit der Bemerkung kommentiert, die Produktion in der Regie von Barbara Beyer sei „nicht über die Statik eines Oratoriums“ hinaus gekommen. Über die Wuppertaler Inszenierung im März 2005 hieß es in der Frankfurter Allgemeinen Zeitung, imponiert habe nicht nur der „Einfall, die sieben kommentierenden Chöre, die in der Urproduktion vom Choreographen Mark Morris pantomimisch gestützt wurden, filmisch zu illustrieren“: „Das auf die Entwicklung einer Jugendästhetik bedachte Medienprojekt Wuppertal ließ junge Menschen verschiedener Nationalität – Israelis wie Palästinenser und Amerikaner – Videos herstellen, die in Dauer und Stil zu den Chören passen. Das ist ein sinnvoller Versuch, in der ästhetischen Arbeit Vorurteile zu überwinden.“ Die Opernwelt schrieb: „In der Oper von Adams geht es nicht um die minutiöse Darstellung einer Katastrophe, sondern um Reflexion.“

## Aufführungen
Eine vollständige Liste der Aufführungen ist auf der Website des Verlags Boosey & Hawkes zu finden.
- 1991: Théâtre de la Monnaie, Brüssel. Inszenierung Peter Sellars, Choreographie Mark Morris, Dirigent Kent Nagano
- 1997: Staatstheater Nürnberg, Inszenierung Barbara Beyer, Dirigent Andreas Kowalewitz (Deutsche Erstaufführung)
- 2001: Finnische Nationaloper, Helsinki, Inszenierung Tony Palmer, Dirigent Sian Edwards
- 2001: Concertgebouw, Amsterdam, Dirigent Edo de Waart (konzertant)
- 2002: Barbican Centre, London, Dirigent Leonard Slatkin (konzertant)
- 2002: Teatro Communale Ferrara, Inszenierung Denis Krief, Dirigent Jonathan Webb
- 2003: Nationaltheater Prag, Inszenierung Jiri Nekvasil, Dirigent Frantisek Preisler
- 2004: Nieuw Luxor, Rotterdam, Inszenierung Mirjam Koen und Gerrit Timmers, Dirigent Michael Christie
- 2005: Städtische Bühnen Wuppertal, Inszenierung Johannes Weigand, Dirigent Toshiyuki Kamioka
- 2005: Auckland Town Hall, Dirigent Mark Stringer (konzertant)
- 2005: Edinburgh Festival, Inszenierung Anthony Neilson, Dirigent Edward Gardner
- 2005: Palais des Beaux Arts, Brüssel, Dirigent Alexander Briger (konzertant)
- 2006: Oldenburgisches Staatstheater, Inszenierung Jens-Daniel Herzog, Dirigent Olaf Storbeck
- 2011: Opernhaus, Saint Louis, Inszenierung James Robinson, Dirigent Michael Christie
- 2012: English National Opera, London, Inszenierung Tom Morris, Dirigent Baldur Brönnimann
- 2014: Terrace Theatre, Long Beach, Inszenierung James Robinson, Dirigent Andreas Mitisek
- 2014: Metropolitan Opera, New York, Inszenierung Tom Morris, Dirigent David Robertson (Koproduktion mit English National Opera)